# Rosanne Wong
Rosanne Wong (黄婉君, Wong Yuen-Guan, nacida el 30 de junio de 1979) es una actriz y cantante de Hong Kong nacida en Malasia. Intérprete del género cantopop, es integrante del grupo musical femenino llamado 2R, junto a su hermana menor, la cantante Race Wong.
Se mudó a Singapur con su familia, cuando era una niña. Ella fue descubierta por un agente,  mientras participaba en un concurso de canto.

## Discografía
- See Discography of 2R

## Filmografía
- Hearts Of Fencing (2003) (TVB)
- Sound of Colours (2003)
- Love is a Many Stupid Thing (2004)
- Ab-normal Beauty (2004)
- The China's Next Top Princess (2005)